# Cirrhilabrus
Cirrhilabrus ist eine Gattung kleiner Lippfische aus den Korallenriffen des tropischen Indopazifik.

## Merkmale
Cirrhilabrus-Arten sind sehr bunt. Es besteht ein ausgesprochen starker Sexualdimorphismus, d. h. Männchen und Weibchen sind unterschiedlich gefärbt. Auch innerhalb einer Art ist die Färbung sehr variabel und kann bei der Balz oder beim Imponierverhalten schnell gewechselt werden. Weibchen und Jungtiere nah verwandter Arten sind oft sehr ähnlich gefärbt. Cirrhilabrus-Arten werden 4,36 bis 16 Zentimeter lang. Die meisten Arten bleiben unterhalb von zehn Zentimeter.
- Flossenformel: Dorsale XI–XII/8–9, Anale III/8–9 Pectorale 15–16.

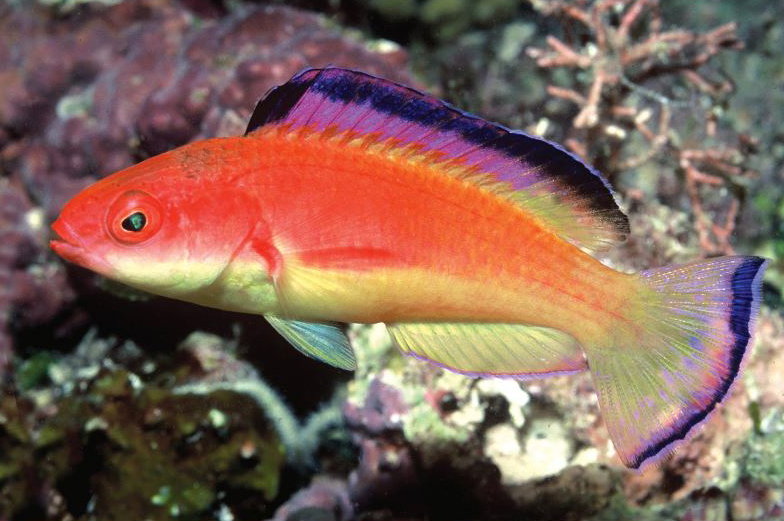
Cirrhilabrus bathyphilus

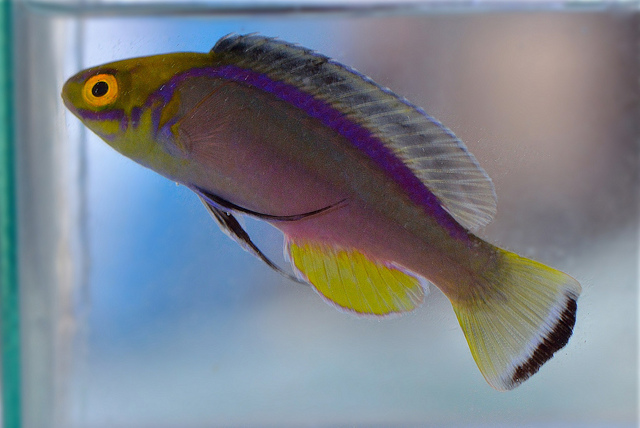
Cirrhilabrus claire

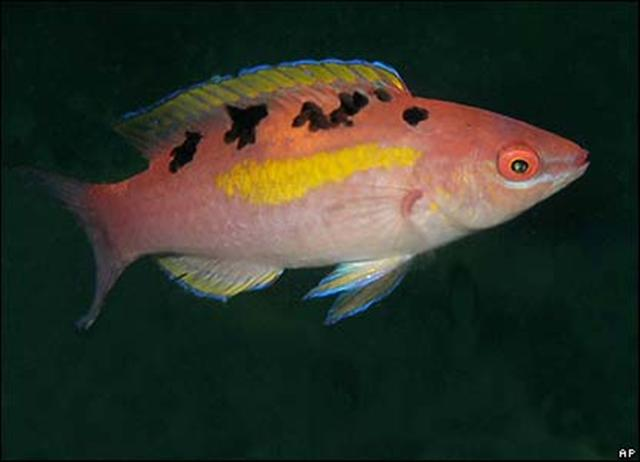
Cirrhilabrus cenderawasih

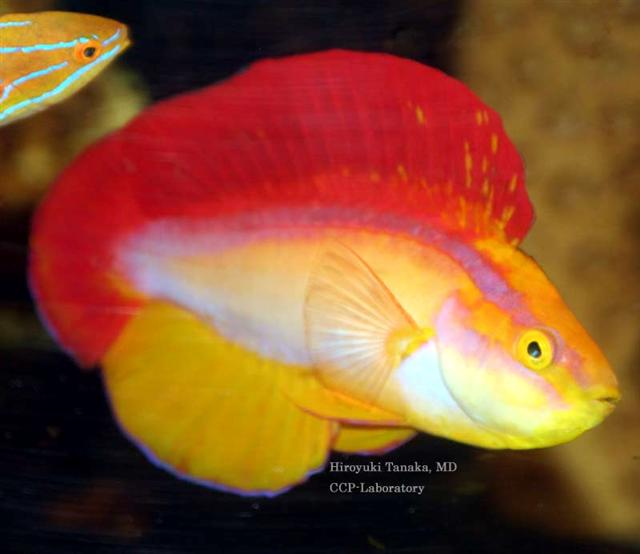
Cirrhilabrus jordani

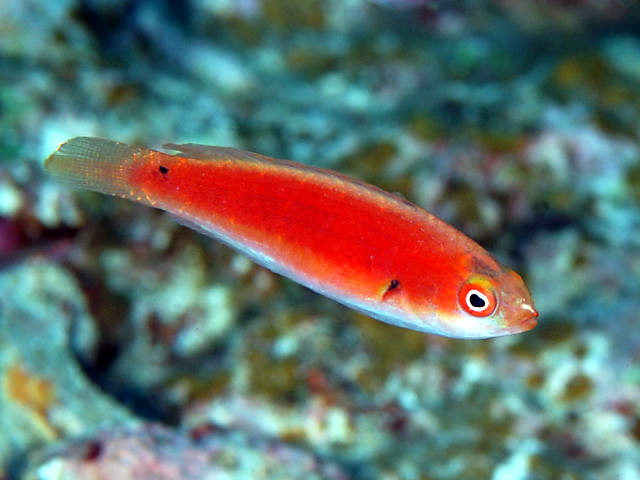
Cirrhilabrus katherinae

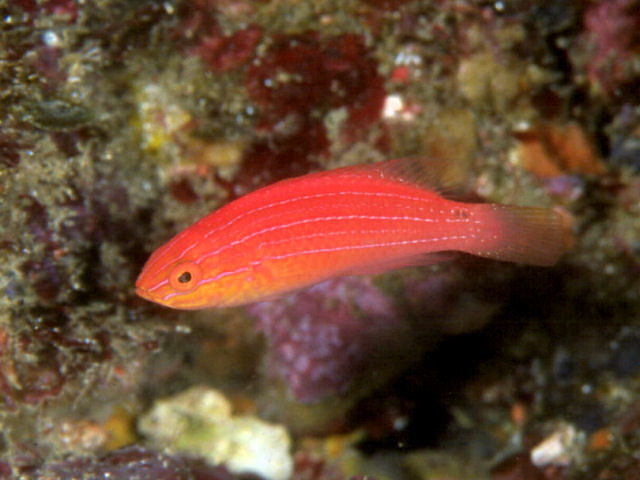
Cirrhilabrus lunatus, ♀

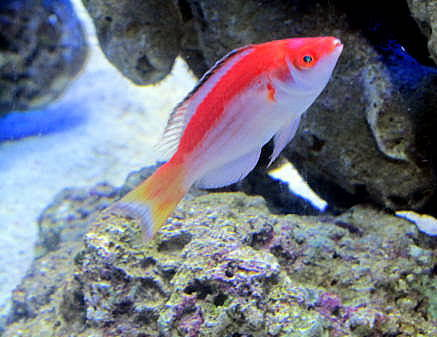
Cirrhilabrus marjorie

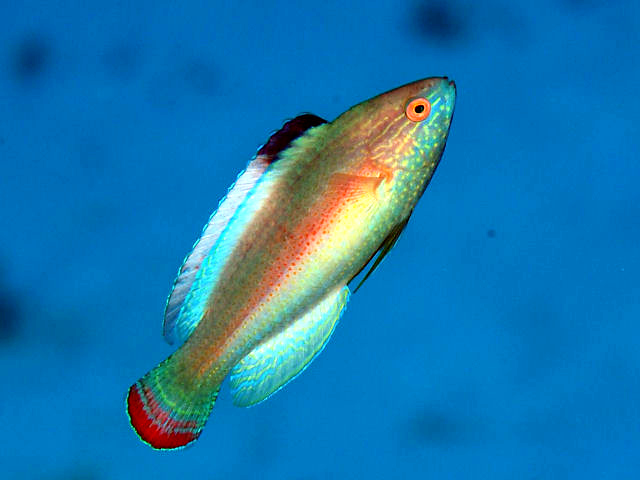
Cirrhilabrus rubrimarginatus

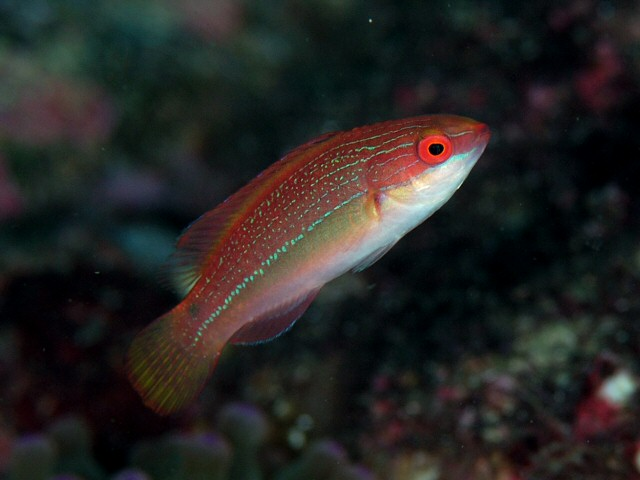
Cirrhilabrus temminckii, ♀

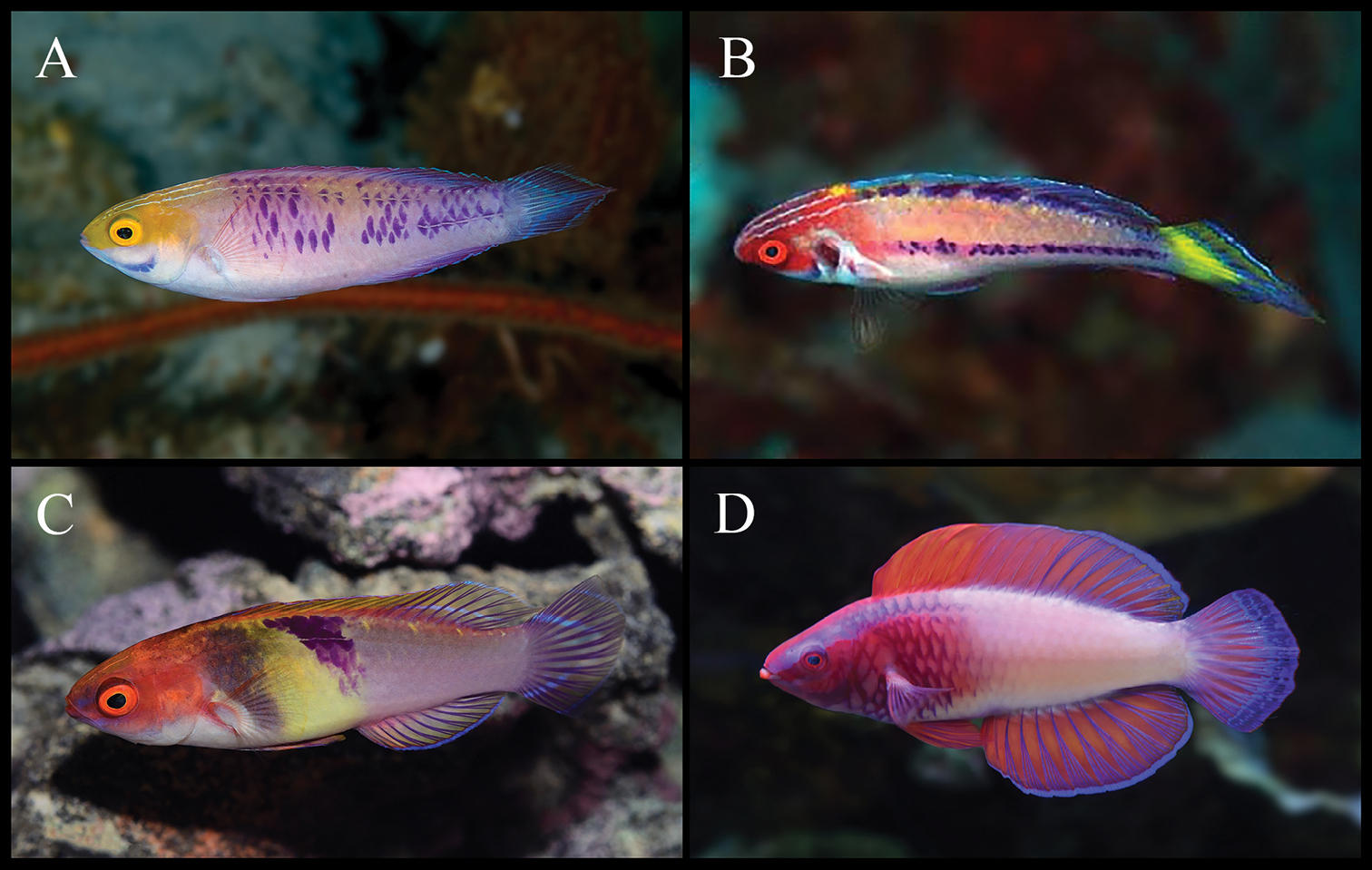
A – Cirrhilabrus wakanda
B – Cirrhilabrus blatteus
C -Cirrhilabrus sanguineus
D – Cirrhilabrus rubrisquamis

### Vergleich mitParacheilinus
Die Gattungen Cirrhilabrus und Paracheilinus sind sich sehr ähnlich, sowohl in ihrem Äußeren als auch in ihrer Lebensweise. Beide kommen als Zooplanktonfresser vor allem über Korallenschuttfeldern oder Halimeda-Algenfeldern vor. Ähnlich wie bei Paracheilinus sind die Männchen von Cirrhilabrus außerordentlich bunt gefärbt und zeigen ihre Balzfärbung gegenüber den weniger bunt gefärbten Weibchen etwa 1 bis 2 Stunden vor Sonnenuntergang. Dabei werden die kleinen Cirrhilabrus-Weibchen oft von Paracheilinus-Männchen angebalzt. Gattungshybriden sind bisher aber nicht gefunden worden. Der morphologische Hauptunterschied zwischen beiden Gattungen ist die Anzahl der Rückenflossenstacheln und die Anzahl der Brustflossenstrahlen (9 bzw. 14 bei Paracheilinus vs. 11 bzw. 15 o. 16 bei Cirrhilabrus). Außerdem ist der Rand des Präoperculums bei Cirrhilabrus gesägt, bei Paracheilinus dagegen glatt. Die Männchen einiger Paracheilinus-Arten entwickeln ausgezogene Filamente auf der Rückenflosse. Bei Cirrhilabrus ist dies nicht der Fall. Jungfische mit einer Standardlänge von weniger als 2,5 cm sind sich ebenfalls sehr ähnlich. Juvenile Cirrhilabrus zeigen meistens eine dunklen Fleck oder Sattel auf dem oberen Abschnitt des Schwanzstiels, der bei juvenilen Paracheilinus mit Ausnahme von P. attenuatus niemals vorkommt. Außerdem befindet sich bei den meisten jungen Cirrhilabrus an der Schnauzenspitze ein auffälliger weißer Fleck, während junge Paracheilinus einen weißen, brauenähnlichen Bogen über den Augen besitzen.

## Lebensweise
Cirrhilabrus-Arten leben vor allem im flachen Wasser, unterhalb von 40 bis 50 Metern treten weniger Arten auf. In letzter Zeit sind allerdings einige entdeckt worden, die unterhalb einer Tiefe von 100 Metern leben. Die Fische fressen Zooplankton und leben in Gruppen, oft vergesellschaftet mit anderen planktonfressenden Lippfischen und Fahnenbarschen. In diesen Gruppen sind die Weibchen immer erheblich in der Überzahl. Wahrscheinlich bilden sie Haremsgruppen mit einem Männchen. Nachts verbergen sich die Tiere in Felsspalten oder zwischen den Ästen von Acropora-Korallen.

## Arten
- Debelius-Zwerglippfisch (Cirrhilabrus adornatus Randall & Kunzmann, 1998)
- Cirrhilabrus africanus Victor, 2016
- Cirrhilabrus apterygia (Allen, 1983)
- Cirrhilabrus aurantidorsalis Allen & Kuiter, 1999
- Cirrhilabrus balteatus Randall, 1988
- Cirrhilabrus bathyphilus Randall & Nagareda, 2002
- Cirrhilabrus beauperryi Allen, Drew & Barber, 2008
- Cirrhilabrus blatteus Springer & Randall, 1974
- Cirrhilabrus briangreenei Tea, Pyle & Rocha, 2020
- Cirrhilabrus brunneus Allen, 2006
- Cirrhilabrus cenderawasih Allen & Erdmann, 2006
- Cirrhilabrus claire Randall & Pyle, 2001
- Condes Zwerglippfisch (Cirrhilabrus condei Allen & Riall, 1996)
- Cirrhilabrus cyanogularis Tea et al., 2018
- Blauschuppen-Zwerglippfisch (Cirrhilabrus cyanopleura Bleeker, 1851)
- Earls Zwerglippfisch (Cirrhilabrus earlei Riall & Pyle, 2001)
- Cirrhilabrus efatensis Walsh et al., 2017
- Pracht-Zwerglippfisch (Cirrhilabrus exquisitus Smith, 1957)
- Wimpel-Zwerglippfisch (Cirrhilabrus filamentosus Klausewitz, 1976)
- Cirrhilabrus finifenmaa Tea, Najeeb,  Rowlett & Rocha, 2022
- Gelbrücken-Zwerglippfisch (Cirrhilabrus flavidorsalis Riall & Carpenter, 1980)
- Cirrhilabrus greeni Allen & Hammer, 2017
- Cirrhilabrus humanni Allen & Erdmann, 2012
- Cirrhilabrus hygroxerus Allen & Hammer, 2016
- Cirrhilabrus isosceles Tea et al., 2016
- Pulauweh-Zwerglippfisch (Cirrhilabrus joanallenae Allen, 2000)
- Johnsons Zwerglippfisch (Cirrhilabrus johnsoni Riall, 1988)
- Feuer-Zwerglippfisch (Cirrhilabrus jordani Snyder, 1904)
- Katherines Zwerglippfisch (Cirrhilabrus katherinae Riall, 1992)
- Katoi-Zwerglippfisch (Cirrhilabrus katoi Senou & Hirata, 2000)
- Laboutes Zwerglippfisch (Cirrhilabrus laboutei Riall & Lubbock, 1982)
- Langschwanz-Zwerglippfisch (Cirrhilabrus lanceolatus Riall & Masuda, 1991)
- Lavendel-Zwerglippfisch (Cirrhilabrus lineatus Riall & Lubbock, 1982)
- Lubbocks Zwerglippfisch (Cirrhilabrus lubbocki) Riall & Carpenter, 1980
- Sichelschwanz-Zwerglippfisch (Cirrhilabrus lunatus Riall & Masuda, 1991)
- Gelbstreifen-Zwerglippfisch (Cirrhilabrus luteovittatus Riall, 1988)
- Cirrhilabrus marinda Allen et al., 2015
- Cirrhilabrus marjorie Allen, Riall & Carlson, 2003
- Schwarzrand-Zwerglippfisch (Cirrhilabrus melanomarginatus Riall & Shen, 1978)
- Morrisons Zwerglippfisch (Cirrhilabrus morrisoni Allen, 1999)
- Cirrhilabrus nahackyi Walsh & Tanaka, 2012
- Cirrhilabrus naokoae Randall & Tanaka, 2009
- Cirrhilabrus punctatus Randall & Kuiter, 1989
- Pyle-Zwerglippfisch (Cirrhilabrus pylei Allen & Riall, 1996)
- Randalls Zwerglippfisch (Cirrhilabrus randalli Riall & Pyle, 2001)
- Lanzett-Zwerglippfisch (Cirrhilabrus rhomboidalis Riall, 1988)
- Rosaband-Zwerglippfisch (Cirrhilabrus roseafascia Riall & Lubbock, 1982)
- Cirrhilabrus rubeus Victor, 2016
- Rotrand-Zwerglippfisch (Cirrhilabrus rubrimarginatus Riall, 1992)
- Rotflossen-Zwerglippfisch (Cirrhilabrus rubripinnis Riall & Carpenter, 1980)
- Rosaschuppen-Zwerglippfisch (Cirrhilabrus rubrisquamis Riall & Emery, 1983)
- Geselliger Zwerglippfisch (Cirrhilabrus rubriventralis Springer & Riall, 1974)
- Cirrhilabrus ryukyuensis Riall & Pyle, 2001
- Blutfleck-Zwerglippfisch (Cirrhilabrus sanguineus Cornic, 1987)
- Scotts Zwerglippfisch (Cirrhilabrus scottorum Riall & Pyle, 1989)
- Cirrhilabrus shutmani Tea & Gill, 2017
- Rotaugen-Zwerglippfisch (Cirrhilabrus solorensis Bleeker, 1853)
- Cirrhilabrus squirei Walsh, 2014
- Temmincks Zwerglippfisch (Cirrhilabrus temminckii Bleeker, 1853)
- Tonos Zwerglippfisch (Cirrhilabrus tonozukai Allen & Kuiter, 1999)
- Cirrhilabrus wakanda Tea et al., 2019
- Walindi-Zwerglippfisch (Cirrhilabrus walindi Allen & Riall, 1996)
- Walshs Zwerglippfisch (Cirrhilabrus walshi Riall & Pyle, 2001)